# 路易十二喷泉

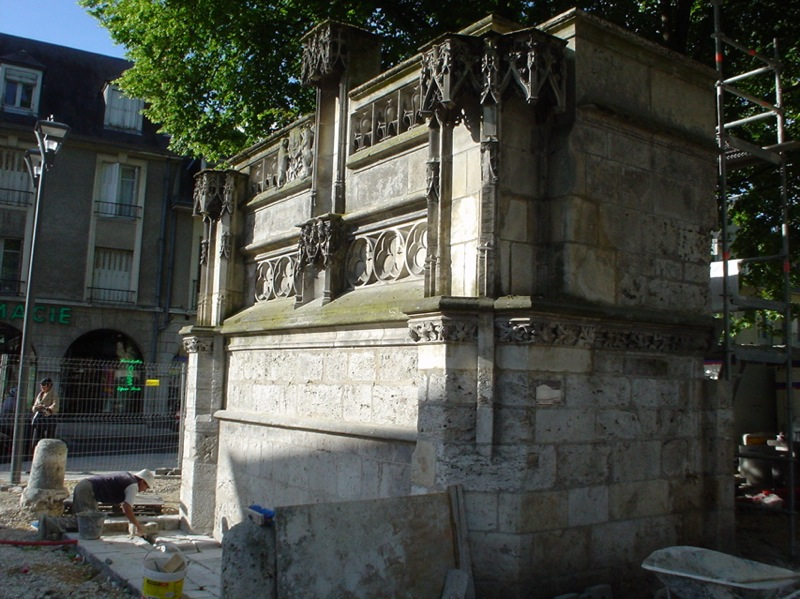

路易十二喷泉（Fontaine Louis XII）是法国布卢瓦的喷泉，建于1511年，路易十二在位时期，工程师皮埃尔·瓦伦西亚。
1840年，路易十二喷泉列为历史古迹。